# Östra Sjusjön
Östra Sjusjön är en sjö i Hudiksvalls kommun i Hälsingland och ingår i Delångersåns huvudavrinningsområde. Sjön är 9,5 meter djup, har en yta på 0,057 kvadratkilometer och befinner sig 161 meter över havet.